# Collyria sagitta
Collyria sagitta là một loài tò vò trong họ Ichneumonidae.